# ماروین میر
ماروین میر (انگلیسی: Marvin Meyer; ۱۶ آوریل ۱۹۴۸ – ۱۶ اوت ۲۰۱۲) دین‌شناس، پژوهشگر دینی، تاریخ‌نگار،  مترجم استاد دانشگاه چپمن اهل ایالات متحده آمریکا بود.